# 桂米若
桂 米若（かつら よねじゃく）は、上方落語の名。
- 桂米若 - 初代桂文團治の門人。あだ名を赤いもの米若という。
- 桂米若 - 2代目桂米團治の門弟に桂米若の名がある。『落語系圖』には玩三の兄なりとある。

桂 米若（かつら よねじゃく、1879年（明治12年）2月17日 - 1945年（昭和20年）7月15日）は、本名: 尼崎 米吉。
最初は初代笑福亭福松の門で初代笑福亭福楽という。1904年ころに5代目林家正楽の門で4代目林家正二、1905年ころに初代三遊亭圓若の門で若三郎、1908年に7代目桂文治の門で米若を継いだ。
この米若は大八会の端席中心の活動が主で大正ころが一番活躍した時期だと思われる。そのころ何枚かSPレコードが残されている。
大八会は色物中心だったが生涯落語一本で活動した。
「兵庫船」「帯の祝」「鳥屋坊主」などを得意とした。「無筆の親」「やまと炬燵」がSPレコード化されている。
1935年（昭和10年）頃糖尿病で足が不自由になり正座が出来なくなり引退し親戚の家で身を寄せていたが、1945年に心臓疾患で死去。（1945年7月に亡くなったために長らく大阪大空襲で死んだという説があった）